# Fritz Bartholomae
Friedrich Carl "Fritz" Bartholomae (født 29. oktober 1886 i Krefeld, død 12. september 1915 i Kurland) var en tysk roer, bror til Willi Bartholomae.
Begge Bartholomae-brødrene roede først for Spindlersfelder Ruderverein, og de blev tyske mestre i en otter fra denne klub i 1910 og nummer tre i 1911. Derpå skiftede de til Berliner Ruderverein von 1876. De deltog i denne klubs otter ved OL 1912 i Stockholm, og Ruderverein-roerne vandt først deres indledende heat mod en ungarsk båd. I kvartfinalen mødte de en anden tysk båd fra Berliner Ruderclub Sport-Borussia, og Ruderverein-båden gik sejrrig ud af dette møde. I semifinalen mødte tyskerne en britisk båd fra Leander Club, som vandt heatet. Leander vandt også finalen mod en anden britisk båd fra New College, Oxford, som var kommet i finalen uden kamp, hvilket betød, at brødrene Bartholomae og deres båd blev nummer tre. Foruden de to brødre bestod besætningen i Ruderverein-båden af Max Vetter, Otto Liebing, Werner Dehn, Max Bröske, Rudolf Reichelt, Hans Matthiae og styrmand Kurt Runge.
Bartholomae-brøødrene vandt desuden det tyske mesterskaber med Ruderverein-otteren i 1912, mens båden blev nummer tre i 1913.
Under første verdenskrig gjorde Fritz Bartholomae tjeneste i 3. kompagni i Garde-Reserve-Schützen-Bataillon. Han blev dræbt i kamp i september 1915 i Kurland (det nuværende Letland).

## OL-medaljer
- 1912:  Bronze i otter